# Ad Damir (distrito)
Ad Damir é um dos seis distritos do estado de Nahr an-Nil, no Sudão. É neste distrito que se situa a capital do estado, Ad-Damir.